# Certa bałkańska
Certa bałkańska (Vimba melanops) – gatunek ryby z rodziny karpiowatych (Cyprinidae), dawniej uważany za podgatunek certy (Vimba vimba).

## Występowanie
Rzeki wpadające do wschodniej części Morza Śródziemnego (Wardar, Struma, Mesta i Marica).